# Molnia-M

O foguete Molnia-M.

O foguete Molnia-M (8K78M), em russo Молния que significa "Relâmpago", foi um veículo de lançamento descartável, desenvolvido na União Soviética, hoje Rússia, projetado pelo OKB-1, hoje RKK Energia, e fabricado na State Aviation Plant No. 1, em Samara, Rússia.
Ele foi uma derivação de três estágios do seu antecessor, o Molnia, que na sua versão original,tinha quatro. Foi especificamente projetado para colocar satélites pesados em órbita alta ou enviar sondas em direção a outros planetas. Entrou em serviço em 1964 e o seu último emprego, ocorreu em 30 de Setembro de 2010.
Esta foi a versão dos foguetes Molnyia, empregada o maior número de vezes. Na maior parte da sua vida útil, o Molnia-M foi usado para lançar os satélites de comunicação, como o Molnia, e também o Oko em órbitas Molnia de excentricidade alta, que permitiam aos satélites atuar nas regiões polares. 

## Variantes
A versão básica '8K78M foi modificada em três variantes, que diferenciam-se de acordo com a carga a ser transportada.
- Molnia 8K78M - primeira variante da Molnia-M. O primeiro lançamento ocorreu em 19 de fevereiro de 1964 e o último, em 30 de setembro de 2010. De um total de 295 voos, apenas 20 falharam, o que equivale à uma taxa de sucesso de 93,5%.[1] O custo estimado de um lançamento, em 1994, era de US$ 25 milhões;

- Molnia 8K78M 2BL – esta variante utilizava um estágio superior do tipo Block-2BL e destinava-se ao lançamento de satélites militares Oko.[2] Era um foguete de três estágios, com 43,3 m de altura, capaz de inserir uma carga de até 2 000 kg em uma órbita com um apogeu de 38 000 km;

- Molnia 8K78M ML – equipada com um estágio superior do tipo Block-2ML, destinava-se ao lançamento de satélites de comunicação de até 2 000 kg em uma órbita com um apogeu de 38 500 km;

- Molnia 8K78M SOL – esta variante, equipada com um estágio superior do tipo Block SO-L era capaz de inserir satélites do tipo Prognoz em uma órbita com um apogeu de 200 000 km. A capacidade de carga desta variante era de 2 000 kg e o apogeu máximo de 400 000 km.